# Letovanić
Letovanić är en ort i Kroatien.   Den ligger i länet Moslavina, i den centrala delen av landet, 40 km söder om huvudstaden Zagreb. Letovanić ligger 98 meter över havet och antalet invånare är 468.
Terrängen runt Letovanić är platt. Runt Letovanić är det glesbefolkat, med 19 invånare per kvadratkilometer. Närmaste större samhälle är Sisak, 14,4 km öster om Letovanić. Omgivningarna runt Letovanić är en mosaik av jordbruksmark och naturlig växtlighet.